# Kemalismus

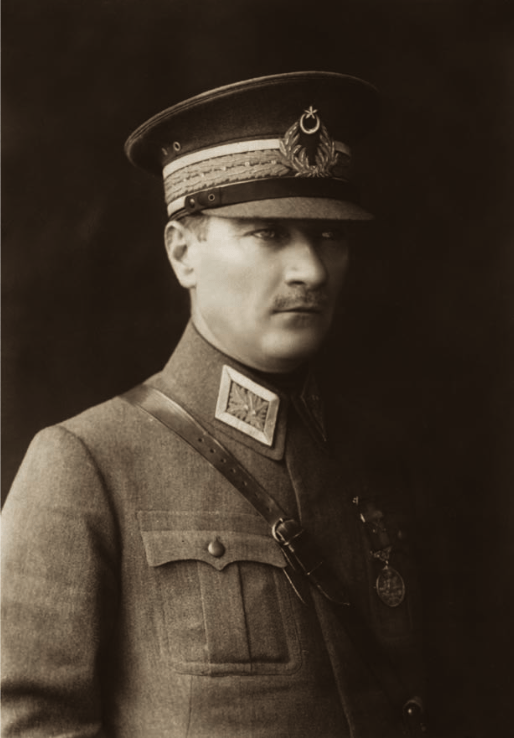
Kemal Atatürk (1925)

Kemalismus je ideologie založená na myšlenkách zakladatele moderního tureckého státu Mustafy Kemala Atatürka.
Podle programu Atatürkovy Republikánské lidové strany (CHP) je kemalismus založen na šesti principech: nacionalismu, laicismu, republikanismu, etatismu, revolucionismu a populismu. Těchto šest principů bylo v květnu 1931 začleněno do programu strany.